# Foco primario

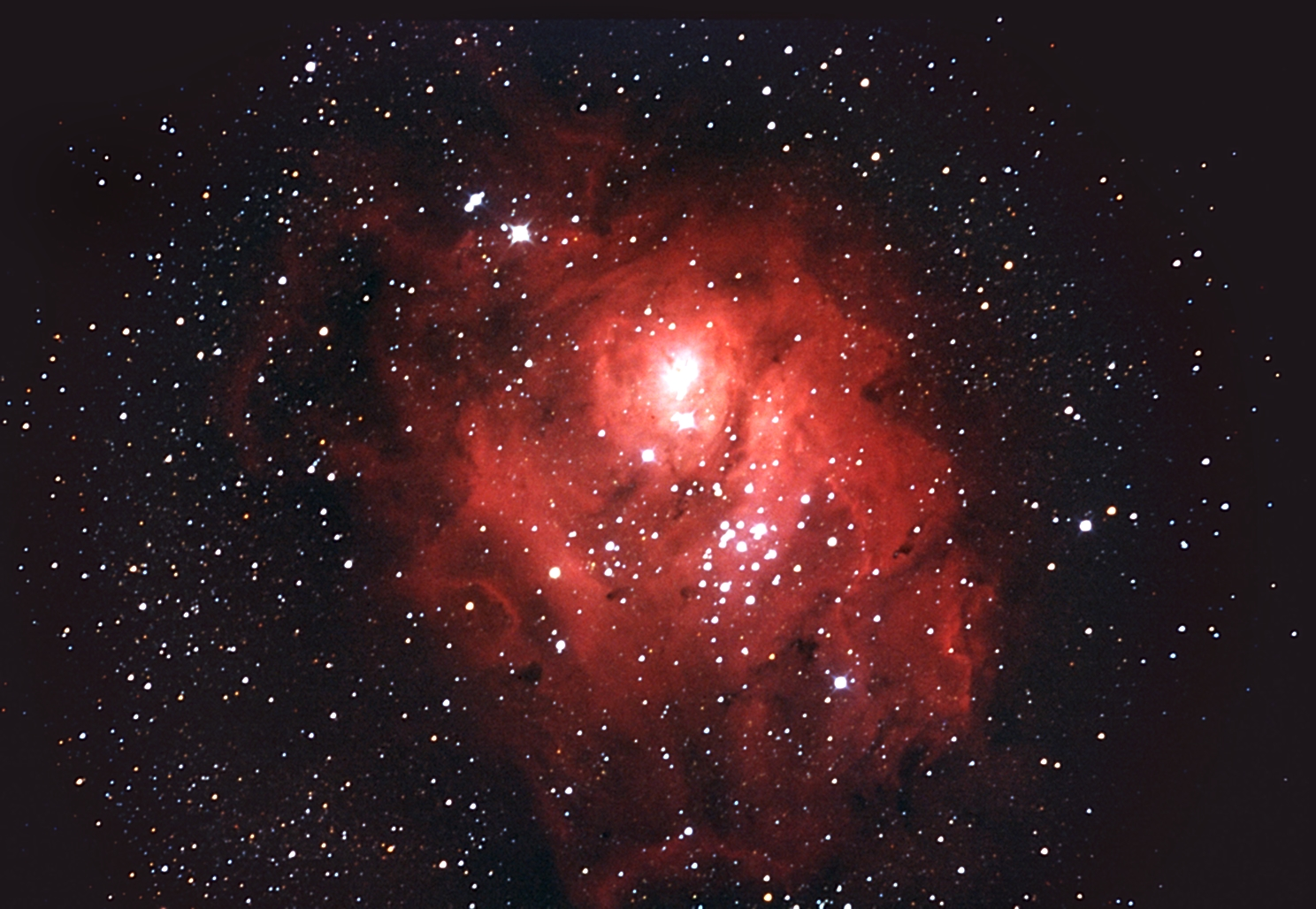
Nebulosa de la Laguna (M8) usando la técnica de Foco Primario.

Se llama foco primario a la técnica que consiste en situar una cámara fotográfica, ya sea una cámara réflex o una webcam directamente sobre el portaocular de un telescopio. El telescopio no debe tener ningún ocular puesto, y la cámara debe situarse sin objetivo. Por tanto en foco primario el telescopio hace el papel de objetivo de la cámara. El método se utiliza a menudo en astrofotografía. Una alternativa al foco primario es el método afocal.
- Datos: Q5863421